# Ma Wan
Pour le peintre, voir Ma Wan (peintre).
Ma Wan (chinois traditionnel : 馬灣) est une petite île d'un kilomètre carré située à Hong Kong entre l'île de Tsing Yi, au nord-est, et celle de Lantau, au sud-ouest. Elle est traversée par l'autoroute qui relie l'aéroport international de Hong Kong au continent.
Habitée depuis le néolithique, elle compte, depuis une opération immobilière récente, environ 15 000 habitants.

## Histoire
On y a découvert des tombes et squelettes datant du Néolithique moyen (3000 av. J.-C.) et tardif (2000 av. J.-C.), de l'Âge du bronze (1000 av. J.-C.), du temps des Han (206 av. J.-C. à 220 apr. J.-C.), des Tang (618 - 917) et des Qing (1644 - 1911 AD). D'importantes excavations ont été faites en 1997 sur le site de Tung Wan Tsai, cité comme une des plus importantes découvertes archéologiques de l'année en Chine.
L'ancien village de Tin Liu, aujourd'hui détruit, date d'environ 250 ans, époque où une famille (du nom de Chan) de Tsing Yi est venue s'installer sur place.
L'île a été visitée en 1794 par la Marine britannique à la recherche d'un port.
En 1897, un bâtiment des douanes installé sur l'île contrôlait le commerce venant de la rivière des Perles.
Une école, l'école Fong Yuen, a été construite par le clan Chan avant 1900. Reconstruite dans les années 1920 en style occidental, elle est aujourd'hui désaffectée mais protégée, et sera réaménagée en centre culturel. Une autre école a été construite en 1956. Elle a été en service jusqu'en 2003. Restaurée, elle abrite aujourd'hui le musée archéologique de Ma Wan.
24 logements ont été fournis par un organisme social américain en 1965. Situés sur la partie haute de l'île, ils abritaient aussi l'association des pêcheurs et ont été vidés de leurs occupants en 2010.
Après la construction dans les années 1990 de l'autoroute entre le nouvel aéroport international de Hong Kong et le centre-ville, qui traverse Ma Wan, des projets de développements ont vu le jour. Un promoteur immobilier a racheté la totalité du village pour développer un complexe résidentiel du nom de Park Island. Construit entre 2002 et 2006, il est constitué d'une trentaine d'immeubles de plus de 20 étages, avec au moins 8 appartements par étage
L'ancien Tin Liu a été rasé en 2007 pour laisser la place à un parc à thème, Ma Wan Park, présentant notamment une réplique de l'arche de Noé. Un nouveau village de Tin Liu a été construit un peu plus haut, formé d'une centaine de maisons de 2 étages.
L'île est ainsi passée en quelques années de moins de 500 habitants à environ 15 000.

## Centres d'intérêt
À l'ouest de île se trouve un village flottant formé de maisons et d'installations d'aquaculture.
Le pont Tsing Ma relie Ma Wan  à Tsing Yi. C'est le plus long pont suspendu au monde supportant une route et un train. Il a 2 niveaux, un niveau se trouvant à l'intérieur du tablier en cas de typhons. Le pont Tsing Ma, le viaduc de Ma Wan (qui passe au-dessus de l'île) et le pont Kap Shui Mun relient l'île de Tsing Yi à celle de Lantau.
Ma Wan Park, ouvert le 1er juillet 2007, propose des activités éducatives, une réplique de l'arche de Noé et un petit musée sur la préhistoire de l'île.
Ma Wan est réputée pour sa production traditionnelle de « habe » (mot cantonais) qui est une pâte de crevettes. On voit régulièrement la pâte sécher sur des treillis circulaires en bois. La pâte a une odeur assez forte et est de couleur rose. Elle est utilisée en cuisine par exemple pour accompagner du riz frit ou des légumes. On peut en consommer dans des restaurants de l'île ou l'acheter sur place. Elle se vend en pains ou en tablettes.
L'île a deux puits d'eau douce et un temple protestant. Le long de l'ancienne grande rue du village se trouvent des maisons sur pilotis. Il existe également un Camp de jeunesse de l'Armée du salut.
Ma Wan possède des eaux profondes pour Hong Kong - environ 30m, avec des courants de 7 nœuds. Il existe une plage publique, avec maîtres nageurs en saison, et de nombreux restaurants, y compris au bord de plage. Certains nouveaux mariés viennent sur l'île pour des photos ou même pour la cérémonie officielle d'enregistrement.
Chaque année sont organisées des représentations d'opéra cantonais et des fêtes comme celle de Tin Hau, une déesse de la mer très vénérée à Hong Kong.

## Transports
Bus
- Tsing Yi Maritime Square
- Kwai Fong Metro Plazza
- la station de métro de Tsuen Wan,
- l'aéroport - Départs à l'aérogare 2

Ferry
- la station de KCR Tsuen Wan ouest
- Central ferry No2.

Les taxis ne sont autorisés à entrer dans l'île que de 8h du soir à 7h du matin. Les véhicules utilitaires peuvent rentrer dans l'île sans permis de 10 à 16 h. Tout autre véhicule doit obtenir un permis du Transport Departement de Hong Kong.
Les résidents de Park Island disposent d'un service de navette routière et maritime et de quelques véhicules légers qui peuvent être demandés en cas d'urgence.

## Galerie

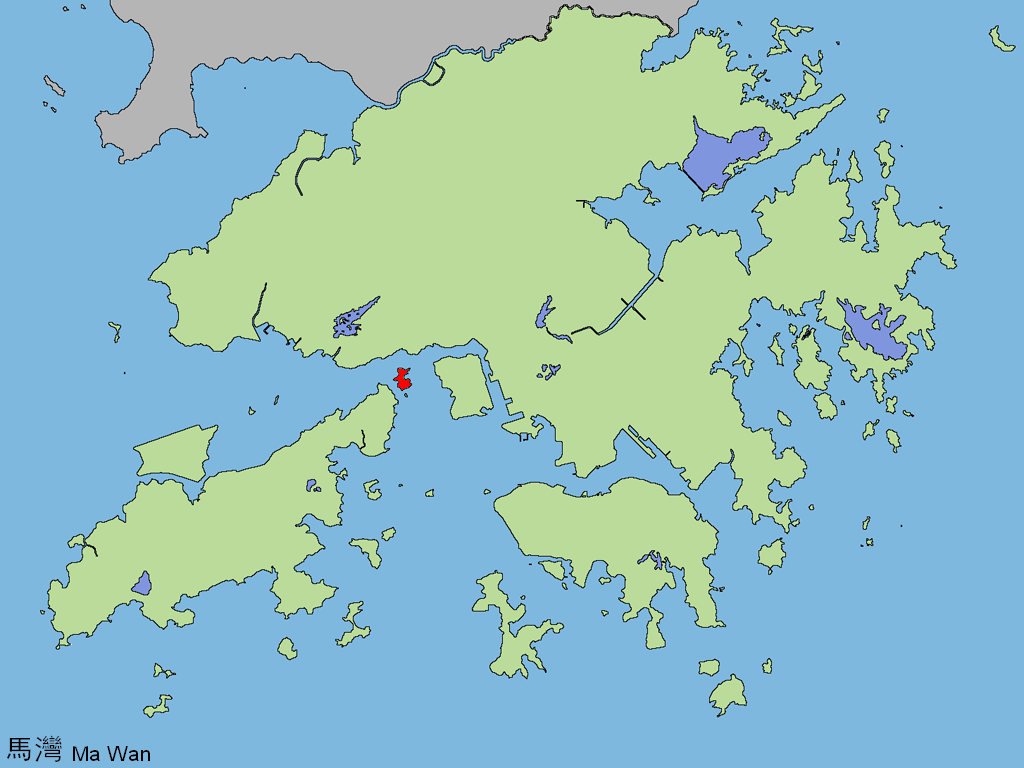
Situation de Ma Wan à Hong Kong.
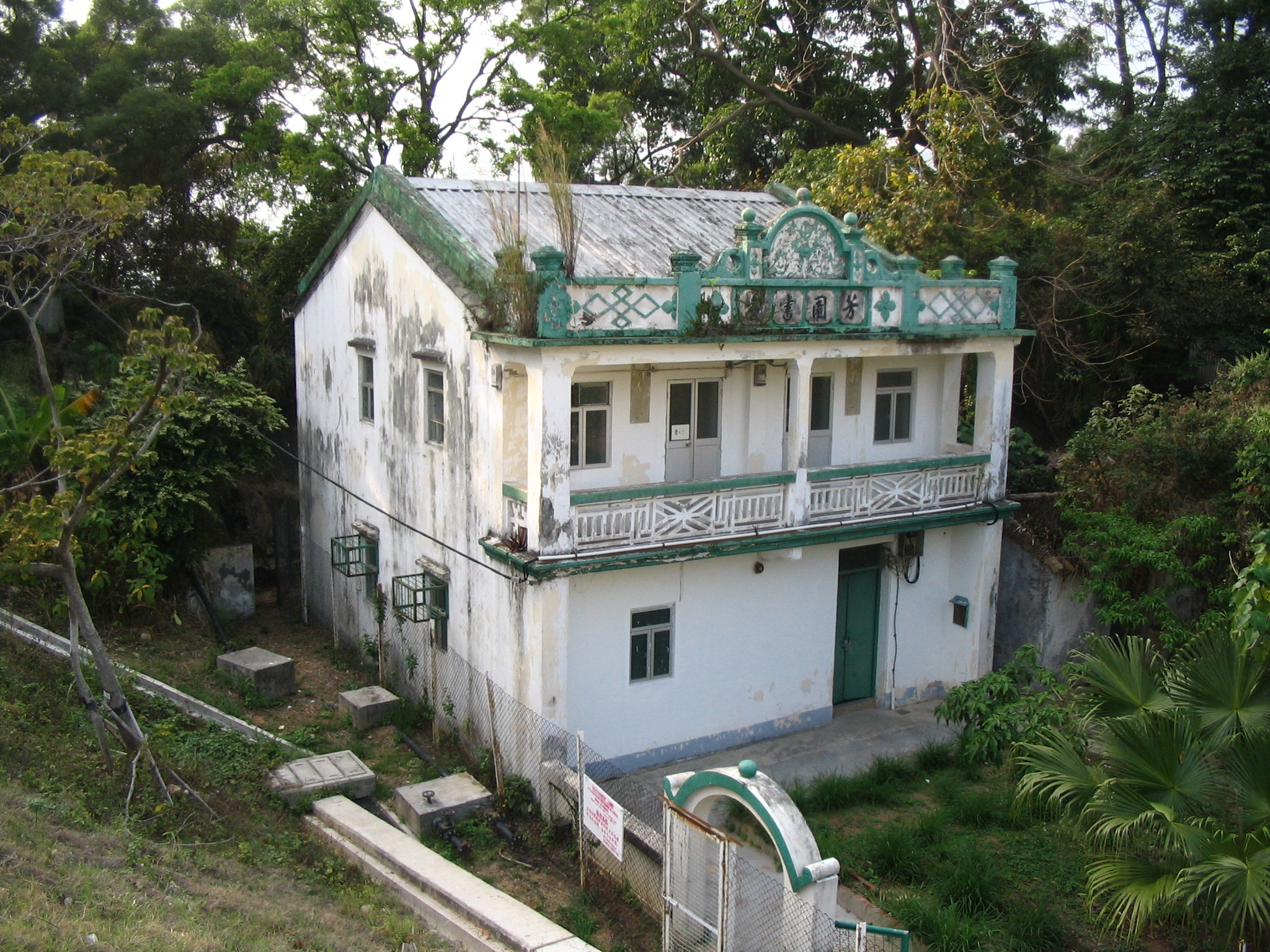
L'école Fong Yuen en 2008.
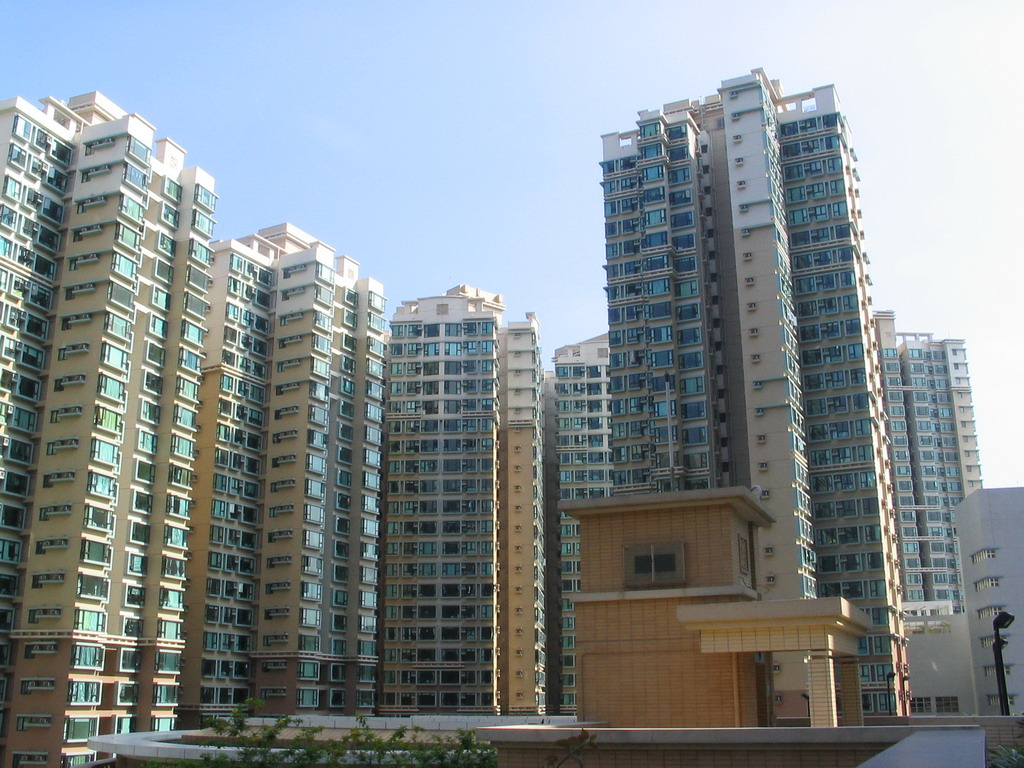
Les immeubles de Park Island (2006).
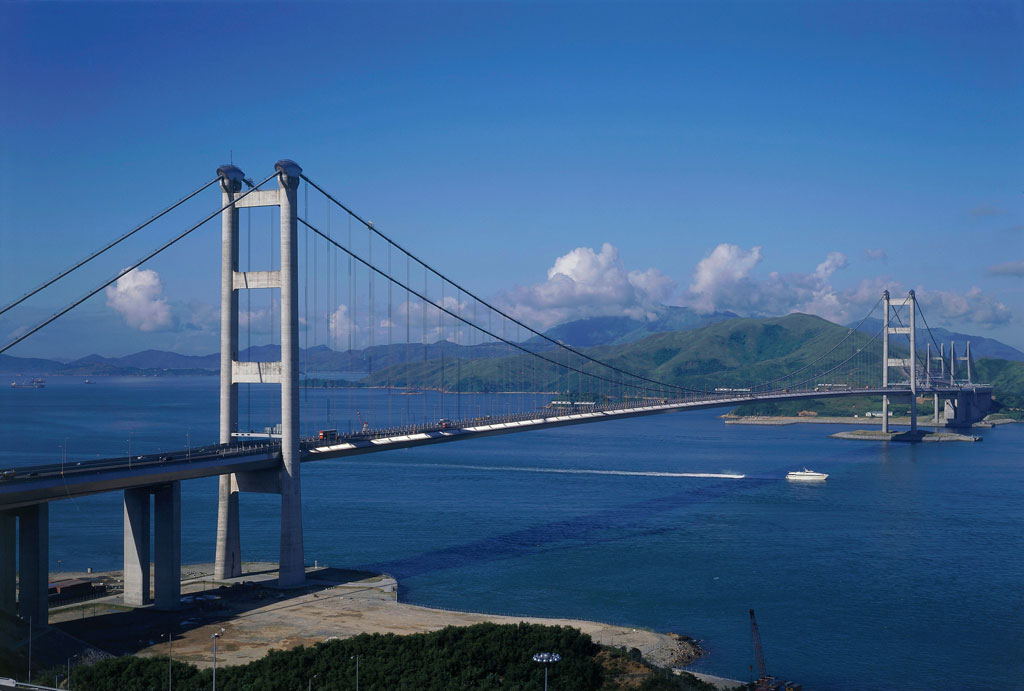
Le pont Tsing Ma (2007).
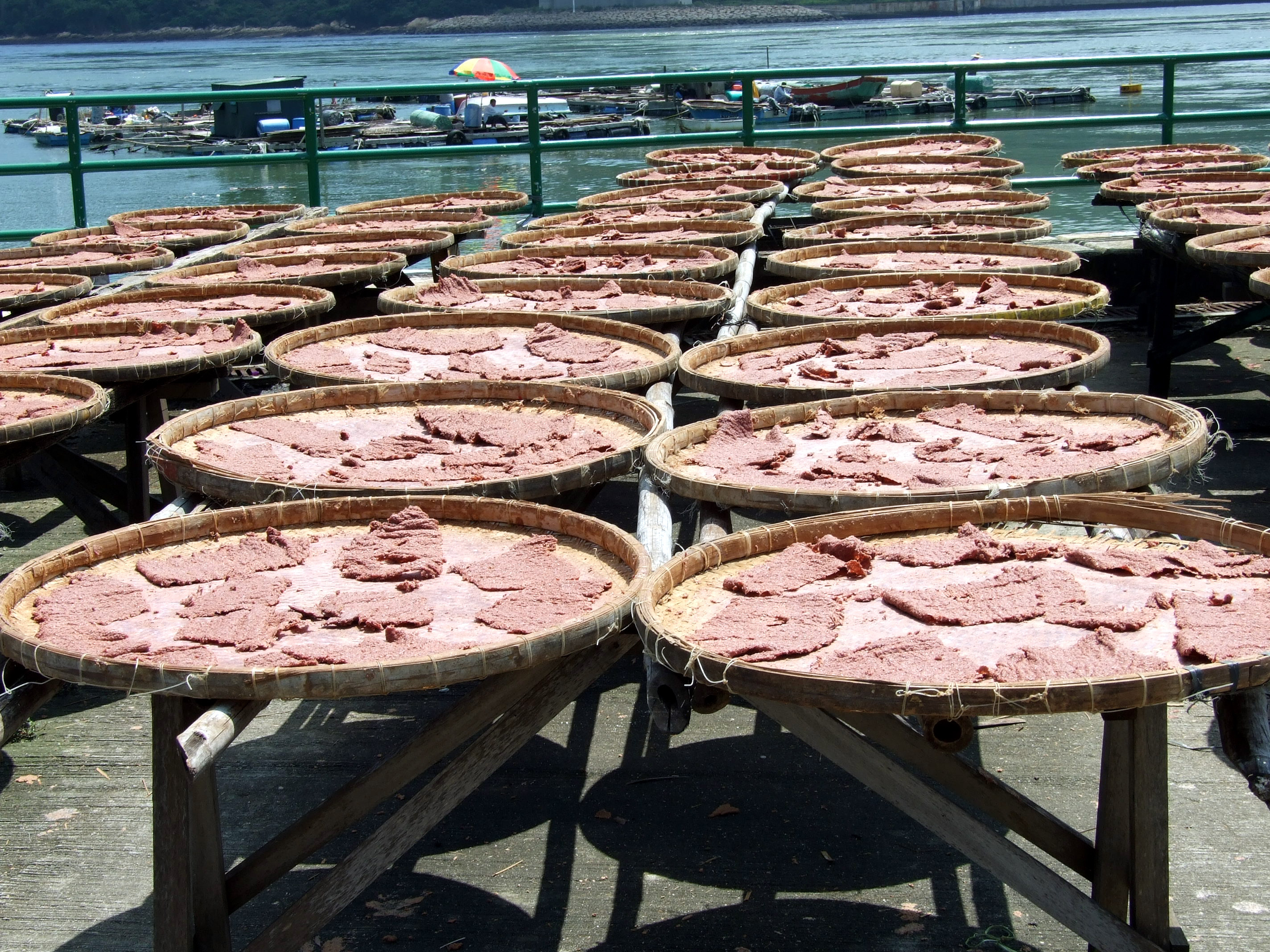
Pâte de crevette séchant au soleil à Ma Wan (août 2009).
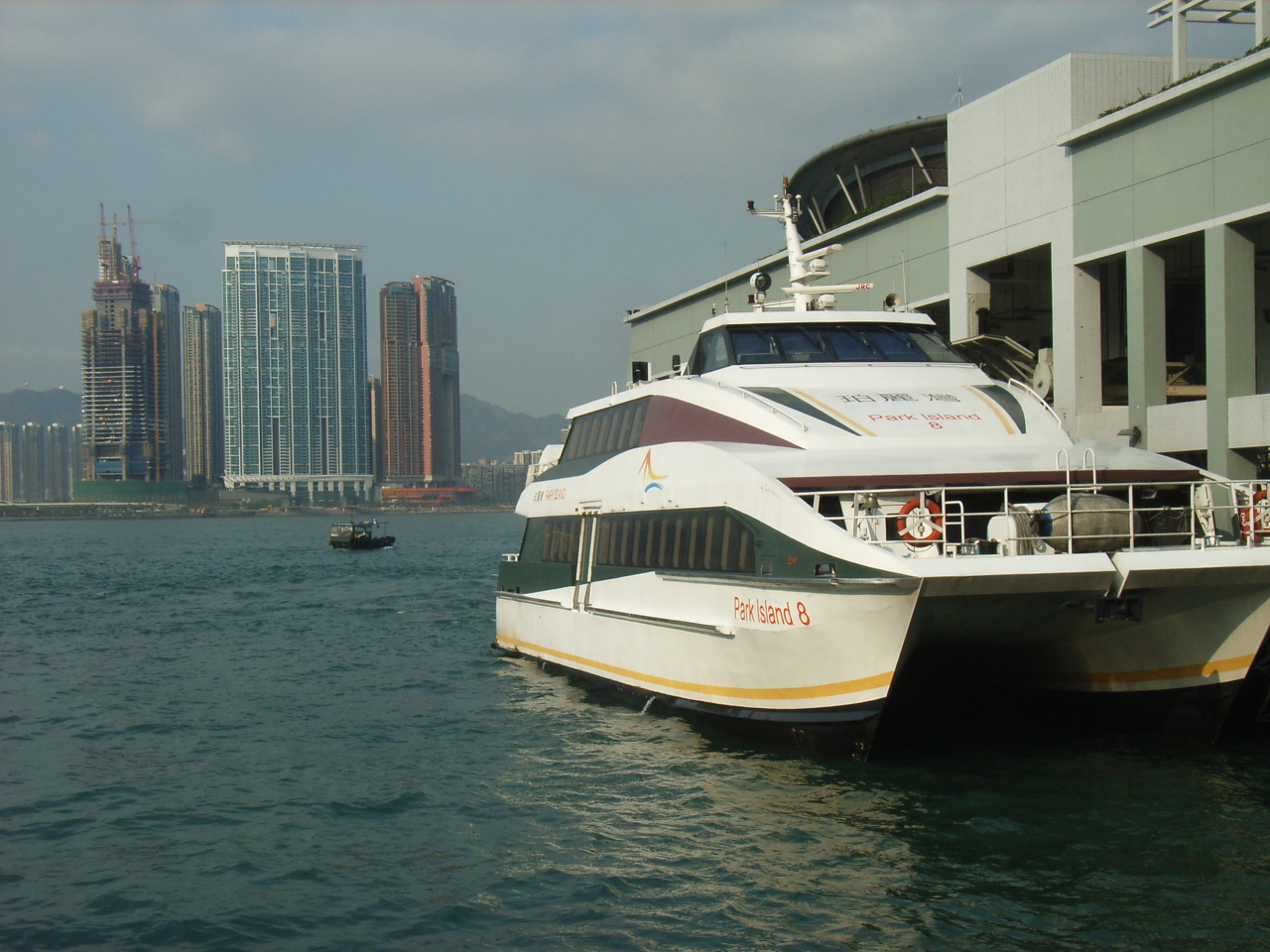
Une des navettes destinées aux résidents de Park Island.